# Saris (Band)

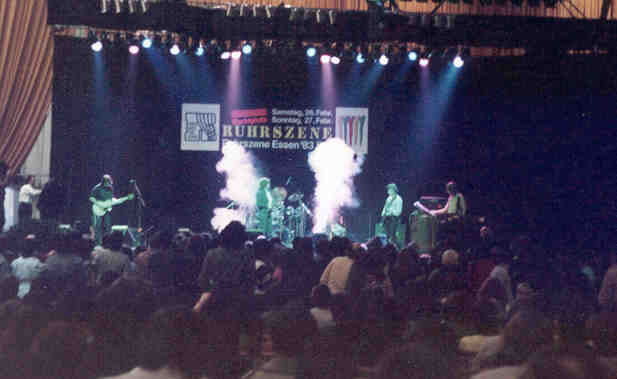
Saris live 1983

Saris ist eine deutsche Band aus Bochum. Die Gruppe wird den Hard-Rock- und Progressive-Rock-Bands zugerechnet.

## Geschichte
Gegründet wurde Saris von Derk Akkermann (Gitarre, Keyboard) und Udo Raitzig (Bass), nachdem sich die Band „Review“ auflöste. Inspiriert durch die damaligen sog. Art-Rock- bzw. Progressive Rockbands der 1970er wie Genesis, Camel, Kansas, Saga u. a., spielten sie von Anfang an eigene Kompositionen, die sich an den großen Vorbildern orientierten, aber auch immer einen Hang zum Hard-Rock zeigten.
Saris entwickelten sich in den 1980er Jahren zu einer gut gebuchten Liveband und fanden ihren Stil in melodiösem, symphonischem Hardrock. Die Single Out of Your Night (1983) wurde von den Fans nicht angenommen, da sich diese stilistisch vom Saris-typischen Sound entfernte. 
Nach einer Pause von vier Jahren und einer radikalen Umbesetzung wurde das Album Dead End Street (1993) veröffentlicht. Dieses Werk entfernte sich jedoch von den härteren Elementen und verkaufte sich auch nur in Insiderkreisen.
Der Durchbruch kam mit dem Album Curse of Time (2009), das sich eher an dem ursprünglichen Stil der Band orientiert. Derk Akkermann reformierte zuvor (2006) Saris in komplett neuer Besetzung, nachdem er mit seinen Kompositionen den Jazz-Schlagzeuger und erfolgreichen Filmkomponisten Achim Schmidt begeistern konnte. Akkermann und Schmidt arbeiteten zwei Jahre an dem Material und ließen sich dabei von Bands wie Kansas, Saga, Dream Theater, Nightwish, Magnum inspirieren. Bassist Lutz Günther und Sängerin Anja Günther stiegen 2007 ein. Für den Lead- und Backgroundgesang zeichnet Thomas Hackmann verantwortlich.
Sänger Thomas „Hacky“ Hackmann hat bei vielen deutschen und auch internationalen Rock-Projekten als Lead- und Backgroundsänger mitgearbeitet. (z. B. Genius mit Steve Walsh und John Wetton, Saxon, Rage, Halloween, Blind Guardian u. v. m.)
Im März 2009 verstarb Achim Schmidt an den Folgen einer Lungenembolie. Erst im Mai 2014 wurde sein Platz hinter dem Schlagzeug, während der Studioarbeit an einem neuen Album, durch Jens Beckmann ersetzt.
Im Juni 2014 wurde Sänger Thomas Hackmann durch Henrik Wager ersetzt. 
Henrik Wager wurde in Manchester geboren und erhielt seine künstlerische Ausbildung in Birmingham (School of Performing Arts und am Konservatorium). Er tourte mit der Acapella-Band Flying Pickets durch die Welt, bevor er 2000 nach Deutschland kam, um eine Musik-Produktionsfirma zu gründen und als Songwriter, Produzent und Sänger erfolgreich tätig zu sein, u. a. bei Auftritten mit Stefan Raabs „TV Total“ Band Heavytones. Henrik Wager arbeitete mit Künstlern wie José Carreras, Lionel Richie und Marti Pellow zusammen und ist Leadsänger in der Elektro Swing Band Tape Five. Darüber hinaus ist er als Sänger bei namhaften internationalen Musicals tätig.

## Diskografie
- 1993: Dead End Street (Duck Dive Records)
- 2009: Curse of Time (Duck Dive / Empire Records)
- 2014: Until We Have Faces (Duck Dive Records)
- 2017: Ghosts of Yesterday (Duck Dive Records)
- 2020: Beyond the Rainbow (Progressive Promotion)